# Laroles
Laroles es una localidad española perteneciente al municipio de Nevada, en la provincia de Granada, comunidad autónoma de Andalucía. Está situada en la parte oriental de la comarca de la Alpujarra Granadina. A dos kilómetros del límite con la provincia de Almería, cerca de esta localidad se encuentran los núcleos de Júbar, Picena, Mairena y Bayárcal.
El pueblo destaca por sus castaños, cuyos ejemplares y sus frutos han sido tradicionalmente muy demandados a nivel regional.

## Historia
Laroles fue un municipio independiente hasta 1972, cuando se fusionó con Mairena y Picena en un solo municipio llamado Nevada; desde entonces ostenta la capitalidad municipal y es la sede del ayuntamiento.
Según algunos autores, su origen parece romano. El nombre derivaría del latín "laurus" («laureles»). No obstante, en su término se encontraron restos de cerámica de la cultura argárica.
Como todos los pueblos de la zona su máximo protagonismo lo tuvo durante la época nazarí y, sobre todo, en la rebelión de los moriscos de 1568.

## Demografía
| Gráfica de evolución demográfica de Laroles entre 1842 y 1970 |
| |
| Población de derecho según los censos de población del INE Población de hecho según los censos de población del INEEn 1972 este municipio desaparece porque se agrupa en el municipio Nevada |

Según el Instituto Nacional de Estadística de España, en el año 2024 Laroles contaba con 633 habitantes censados, lo que representa el 57,76% de la población total del municipio.

### Evolución de la población
| Gráfica de evolución demográfica de Laroles entre 2014 y 2024 |
|                                                               |
| Datos según el nomenclátor publicado por el INE               |

## Comunicaciones

### Carreteras
Las principales vías de comunicación que transcurren por esta localidad son:
| Identificador | Denominación                | Itinerario            |
| ------------- | --------------------------- | --------------------- |
| A-337         | De Cherín a La Calahorra    | Cherín - La Calahorra |
| A-4130        | Carretera Torvizcón-Laroles | Torvizcón - Laroles   |

Algunas distancias entre Laroles y otras ciudades:
| Ciudades | Distancia (km) |
| -------- | -------------- |
| Órgiva   | 63             |
| Almería  | 85             |
| Granada  | 104            |
| Jaén     | 160            |
| Murcia   | 276            |

## Servicios públicos

### Sanidad
La localidad cuenta con un consultorio médico de atención primaria situado en la calle Rosario, n.º 1, dependiente del Área de Gestión Sanitaria Sur de Granada. El servicio de urgencias está en el centro de salud de Ugíjar, y el área hospitalaria de referencia es el Hospital Universitario Clínico San Cecilio de Granada capital.

### Educación
Los centros educativos que hay en la localidad son:
| Denominación genérica           | Nombre del centro | Naturaleza | Dirección             |
| ------------------------------- | ----------------- | ---------- | --------------------- |
| Escuela infantil                | EI Arco Iris      | Público    | Ctra. de Mairena, s/n |
| Colegio público rural           | CPR Nevada        | Público    | C/ Ermita, s/n        |
| Sección de educación permanente | SEP La Ragua      | Público    | C/ Esperanza, 1       |

## Cultura

### Fiestas
Sus fiestas patronales se celebran en honor a San Sebastián y San Antón el tercer fin de semana de enero. En ellas tienen lugar una función de moros y cristianos, como en buena parte del resto del Levante peninsular. Los principales protagonistas son los santos patrones de la localidad —San Sebastián y San Antón—, que es solicitado primero y luego conquistado por los moros en la primera parte de la función, hasta que es rescatado por los cristianos en la segunda parte.
Los personajes principales de cada bando son rey, general, embajador y espía. Las tropas, están integradas por jóvenes y niños, pero con importante participación de personas mayores. La indumentaria se caracteriza por la ausencia de riqueza y libertad en la decoración. En los texto siempre figura la queja de los moros por su expulsión de España y bravatas de ambos bandos.
Como peculiaridad de esta fiesta en Laroles, el general, el embajador y otros personajes se visten al estilo napoleónico. Aunque la función principal se celebra en la plaza del Ayuntamiento, tiene lugar en cada una de las partes una guerrilla, independiente de las batallas de la principal. La celebración dura hasta veinticuatro horas, y no faltan las tradicionales tracas ni los cohetes.
Otras celebraciones destacables son el día de San Marcos, alrededor del 25 de abril; el Corpus Cristi; la noche de San Juan, con la tradición de lavarse la cara en la fuente de Mauricio; la Virgen del Carmen; y la Virgen de la Cantera o "Virgen de Agosto", donde es costumbre hacer una comida campestre en el puerto de la Ragua.